# برگن (باواریای علیا)
برگن (باواریای علیا) (به آلمانی: Bergen, Upper Bavaria) یک شهر در آلمان است که در بایرن واقع شده‌است.
دارای اب هوایی مناسب زندگی میباشد.

## خصوصیات
برگن ۳۶٫۹۱ کیلومترمربع مساحت دارد ۵۵۳ متر بالاتر از سطح دریا واقع شده‌است.